# Джефферсон Лерма
Джефферсон Лерма (ісп. Jefferson Lerma, нар. 25 жовтня 1994, Черрито) — колумбійський футболіст, півзахисник англійського клубу «Крістал Пелес» і збірної Колумбії з футболу
Виступав, зокрема, за клуби «Атлетіко Уїла» та «Леванте», а також за олімпійську збірну Колумбії.

## Клубна кар'єра
У дорослому футболі дебютував 2013 року виступами за команду клубу «Атлетіко Уїла», в якій провів два сезони, взявши участь у 94 матчах чемпіонату.  Більшість часу, проведеного у складі «Атлетіко Уїла», був основним гравцем команди.
З 2015 по 2018 рік виступав в іспанському клубі «Леванте».
7 серпня 2018 року підписав контракт з клубом «Борнмут», цей трансфер став рекордним для цього клуба.
У липні 2023 року як вільний агент Джефферсон Лерма перейшов до лондонського клубу «Крістал Пелес».

## Виступи за збірну
2016 року захищав кольори олімпійської збірної Колумбії. У складі цієї команди провів 3 матчі. У складі збірної — учасник футбольного турніру на Олімпійських іграх 2016 року у Ріо-де-Жанейро.
З 2017 року викликається у головну збірну Колумбії. Станом на 3 липня 2018 року встиг зіграти 9 матчів.

## Титули і досягнення
- Володар Кубка Англії (1):

«Крістал Пелес»: 2024-25
- Володар Суперкубка Англії (1):

«Крістал Пелес»: 2025